# Uhlenburg (Ribbeck)

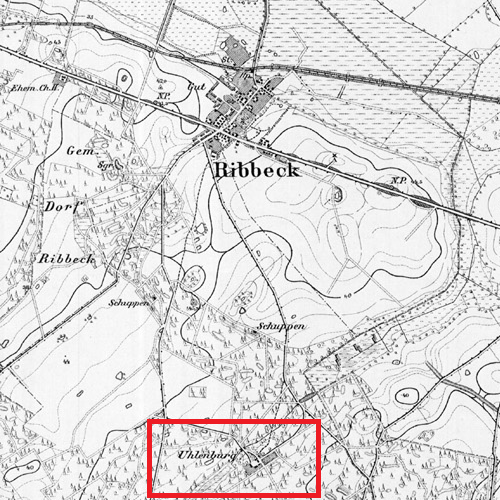
Ribbeck mit Vorwerk Uhlenburg (rot umrahmt) – Ausschnitt Messtischblatt von 1906

Uhlenburg ist ein wüst gefallenes ehemaliges Vorwerk von Ribbeck, heute im Ortsteil Ribbeck der Stadt Nauen im brandenburgischen Landkreis Havelland gelegen.

## Lage
Uhlenburg befand sich in einem bewaldeten Gebiet, etwa 2,5 Kilometer südlich des Dorfkerns von Ribbeck. Rund zwei Kilometer weiter südlich liegen die Bahnstrecke Berlin–Lehrte sowie Groß Behnitz.

## Geschichte
Bereits 1775 gehörten zu Ribbeck zwei Schäfereien, „von welchen eine die Uhlenburg heißet“. Im Schmettauschen Kartenwerk, das in den Jahren 1767 bis 1787 erstellt wurde, ist nahe dem späteren Vorwerk der Name Uhlenburgsche Schaefferey (Schäferei) verzeichnet. 1823 bestand neben der Schäferei bereits ein Forsthaus, insgesamt hatte das Vorwerk 14 Bewohner. 1859 sind acht Bewohner in zwei Wohngebäuden sowie vier Wirtschaftsgebäude verzeichnet. Uhlenburg war noch 1957 als Wohnplatz der Gemeinde Ribbeck verzeichnet. Wann genau das ehemalige Vorwerk wüst gefallen ist, ist nicht bekannt. Die Gebäude der Ansiedlung sind abgebrochen. An die Existenz erinnert heute noch der Straßenname Uhlenburger Weg.

## Belege
1. ↑  Anton Friedrich Büsching: Vollständige Topographie der Mark Brandenburg, 1775, S. 227
2. ↑  Neues topographisch-statistisch-geographisches Wörterbuch des preussischen Staats, Alexander August Mützell, unter Aufsicht von Herrn Doktor Leopold Krug, Fünfter Band, 1823, S. 54
3. ↑  Ernst Fidicin: Die Territorien der Mark Brandenburg oder Geschichte der einzelnen Kreise, Städte, Rittergüter, Stiftungen und Dörfer in derselben, als Fortsetzung des Landbuchs Kaiser Karl’s IV. Band III, Berlin 1860, S. XL
4. ↑  Lieselott Enders: Historisches Ortslexikon für Brandenburg, Teil III, Havelland, ISBN 978-3-88372-303-7, S. 321 und S. 392/393

Koordinaten: 52° 36′ 10,2″ N, 12° 45′ 20,7″ O